# Trasa Słowackiego
Trasa Słowackiego – droga w Gdańsku, która łączy port lotniczy Gdańsk im. Lecha Wałęsy z portem morskim.

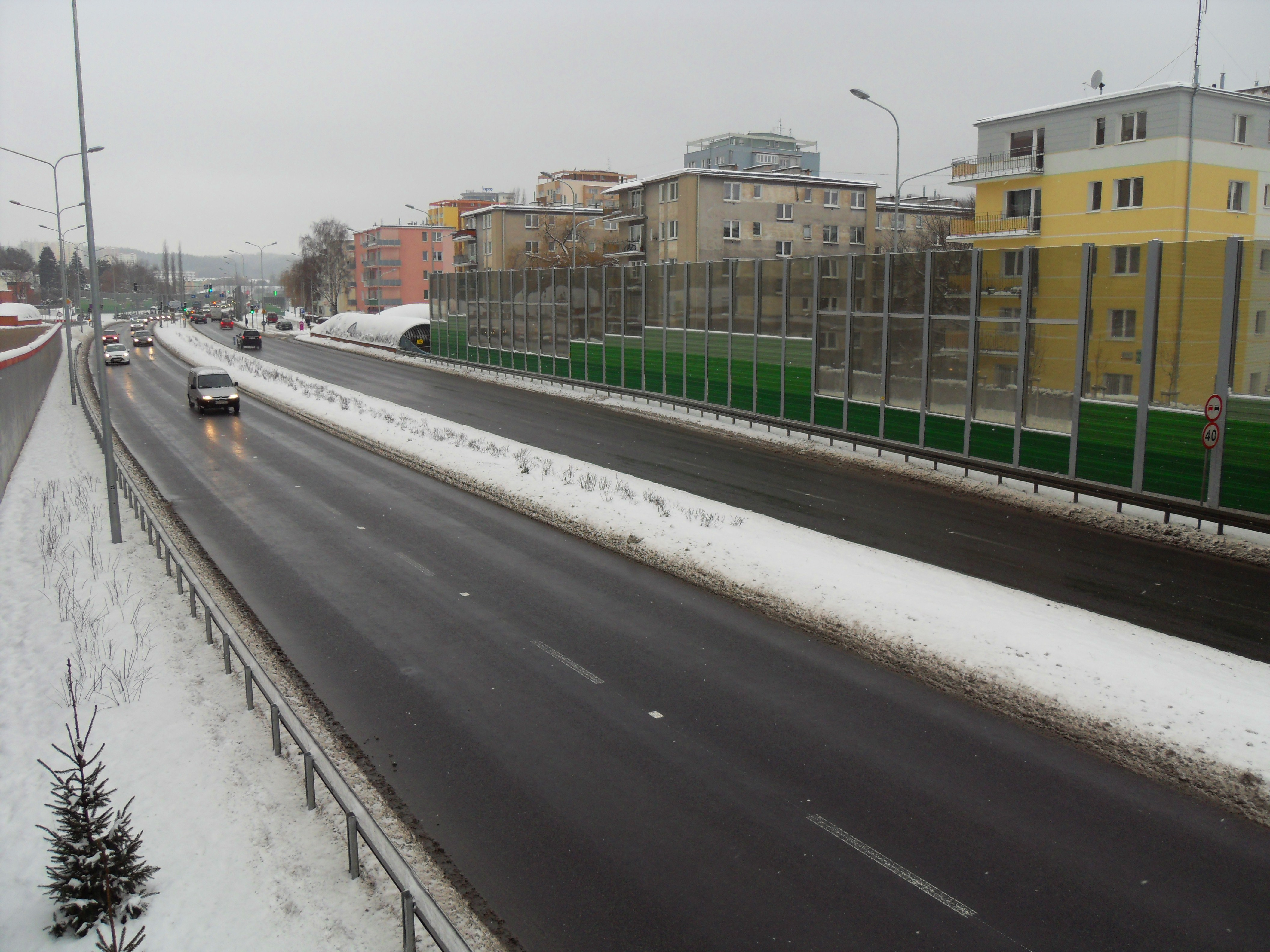
Trasa Słowackiego we Wrzeszczu

Budowa trasy została zaplanowana w związku z przygotowaniem Gdańska do Mistrzostw Europy w Piłce Nożnej 2012 i ujęta w przepisach dotyczących przedsięwzięć niezbędnych do odbycia turnieju.
Budowa rozpoczęła się w roku 2011. Droga była oddawana do użytku etapami w latach 2011–2016. Łączna długość wybudowanych odcinków wynosi ok. 10 km. Martwą Wisłę droga pokonuje w tunelu o długości 1377,5 m. Trasa przebiega w bezpośrednim sąsiedztwie Stadionu Miejskiego – gdańskiego stadionu na Euro 2012.
Trasa posiada na całej długości dwie jezdnie po dwa pasy ruchu.